# منتخب أنغولا لكرة اليد للسيدات
منتخب أنغولا لكرة اليد للسيدات هو الممثل الرسمي لأنغولا في رياضة كرة اليد. شارك في بطولة العالم لكرة اليد للسيدات 14 مرة وكانت المشاركة الأولى في سنة 1990، كان أفضل مركز له فيها هو السابع. شارك في كرة اليد في الألعاب الأولمبية الصيفية 6 مرات وكانت المشاركة الأولى له فيها في سنة 1996. شارك في بطولة أفريقيا لكرة اليد للسيدات 18 مرة وكانت المشاركة الأولى في سنة 1981، كان أفضل مركز له فيها هو الأول.